# クイックディスク
クイックディスク (Quick Disk, QD) は磁気ディスクの一種。1984年2月にミツミ電機が記憶装置「クイックディスクドライブ」を、日立マクセル（現・マクセル）が記録媒体「簡易型フロッピーディスク Quick Disk (QD2)」を開発および発売した。

## 特徴
同心円状に複数のトラックがあるフロッピーディスクと異なり、クイックディスクには、レコードの溝のように、渦巻状のトラックが1本だけ存在する。フロッピーディスクに比べ安価で、3.5インチおよび3インチのフロッピーディスクよりも小型な記憶装置として開発された。当時パーソナルユースでの補助記憶装置として主流だったデータレコーダーに対しては読み書きの高速さが、フロッピーディスクに対してはメディア、ドライブ共に安価であることがアドバンテージであった。
その後、フロッピーディスクのドライブ、メディアは共に価格が降下し、ディスクの価格は逆転するまでになり結果的にアドバンテージは消失することとなった。
ディスクサイズは2.8インチ。γ-酸化鉄磁性体が両面に塗布されており、裏返してセットする事で両面が使える。ジャケットは78×78×3mm、プラスチック製でシャッターはなく、紙製のスリーブに入れて保存する。ライトプロテクトはツメを折り取ることにより行う。3.5インチマイクロフロッピーディスクより小さく、3インチコンパクトフロッピーディスクより薄い。ドライブの記録ヘッドにはメタル磁性体用のものを使用しており、隣のトラックとは充分な間隔があるためフロッピーディスク用と異なり消去ギャップがない。
記録容量は片面64キロバイト、両面で128キロバイト。最大記録密度は4410BPI。トラック密度は59TPI。ディスク回転数は423rpm。記録方式はMFM。コントローラICは富士通製MB87013とi8251の組み合わせもしくはZ80-SIO単独の採用例が多く、CRCによるエラー確認をしている。
通常のフロッピーディスクドライブではディスクの回転とヘッド送りに別々のモーターを使用するが、クイックディスクドライブは1個のモーターにカムを組み合わせることでディスクの回転とヘッド送りを同時に行う。この機構は低価格化に繋がる一方、ヘッドの位置決め精度が十分でなく、トラック密度を上げることができない。また、トラックが1本となっているため、片面のみのシーケンシャルアクセスが可能で、任意部分へのランダムアクセスは不可能である。メディアと同容量の64キロバイトのDRAMへ読み込み、DRAM上でのランダムアクセスからそれらを書き出す、という方法を取ることで擬似的にランダムアクセスが実現出来たが、片面すべてを読み出しまたは書き込みするのに8秒かかった。そのため、ディスク上の1バイトを書き換えるだけでも16秒（読み込み8秒+書き出し8秒）を要した。当時の価格では大容量の高価なDRAMを必要とするため前述のコスト的メリットは低減する実装と言える。

## 採用システム

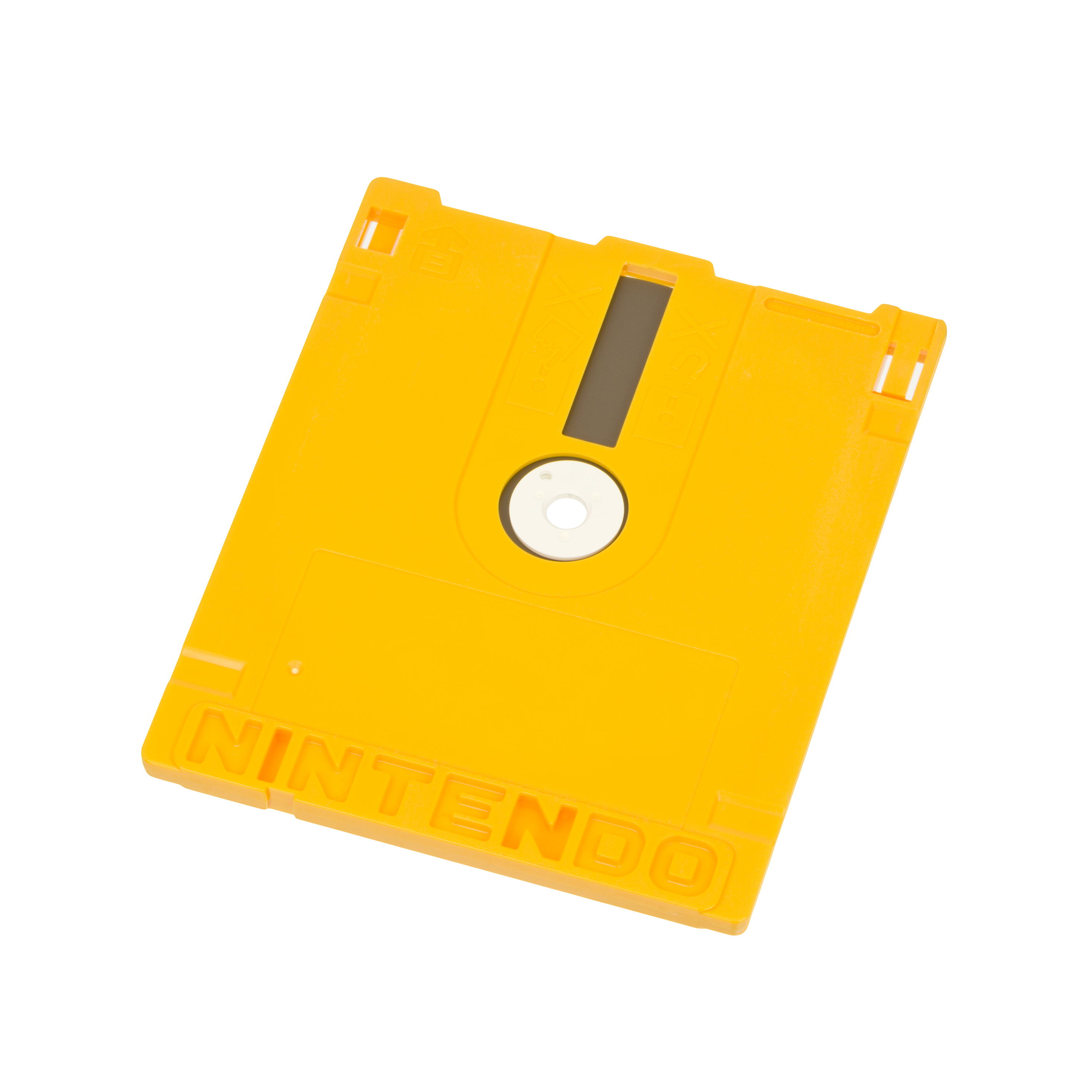
ファミリーコンピュータ
ディスクカード

パソコンではシャープ MZ-1500に標準搭載されたほか、MZ-700、MZ-2000/2200用の外付けドライブがある。MSXではLogitec、CASIOより外付けドライブがリリースされた。
MIDI機材ではヤマハ、ローランド、コルグ、AKAI、河合楽器製作所の音源ユニット、シンセサイザー、サンプラー、シーケンサー、データファイラに内蔵および外部ドライブとして採用された。
日本語ワードプロセッサーではシャープ、カシオ計算機、キヤノンの初期の一部の機種で外付けドライブがある。
また、ジャケットの厚み、形状を変更したメディアが任天堂のファミリーコンピュータ ディスクシステムで採用されている。「ファミリーコンピュータ ディスクカード」の名称で呼ばれ、シャッターを付けたカードや、色の異なるカードも作られた。模倣品を防ぐためジャケット面に商標を用いたアンチローディング機構を施してある。

## 類似製品
1986年5月に三協精機（現・ニデックインスツルメンツ）が開発した2.5インチフロッピーディスクドライブはクイックディスクドライブと同様の機構を持つが、メディアは普及型フロッピーディスクと同様にシャッターが付いており、また、同心円のトラックを持つことでランダムアクセスを可能にしている。記憶容量はクイックディスクと同じ片面64キロバイトで、裏返しにして両面で合計128キロバイトを記録することができる。記録方式はGCR。ポケットコンピュータ用の外部記憶装置として採用された。